# Samuel S. Snyder
Samuel Simon Snyder (* 18. August 1911 in Baltimore; † 28. Dezember 2007) war ein amerikanischer Informatiker, Kryptoanalytiker und Computerpionier.
Im Zweiten Weltkrieg war er Mitarbeiter des Signal Intelligence Service (SIS), einer geheimen Militärorganisation der United States Army (U.S. Army), die mit der Entzifferung des gegnerischen Nachrichtenverkehrs betraut war. Er war ein Vorreiter beim Einsatz von Rapid Analytical Machines (RAMs) und Röhrencomputern zur Kryptanalyse und bei der Entzifferung verschlüsselter Texte.
Im Jahr 2007 wurde er in die Hall of Honor aufgenommen, die „Ehrenhalle“ der National Security Agency (NSA).

## Leben
Mitte der 1930er-Jahre, auf dem Höhepunkt der Großen Depression (1929–1941) in den USA besuchte der junge Samuel Snyder die Abendschule der George Washington University (GW) und arbeitete tagsüber in verschiedenen Anstellungen bei Regierungsbehörden. Noch während seines Studiums an der GW trat er 1936 als einer der ersten zehn Mitarbeiter dem SIS bei. Im Jahr 1939 erwarb er den Bachelor of Science (B. Sc.) im Fach Chemie. Darüber hinaus zeigte er ein besonderes Talent für Mathematik und andere Naturwissenschaften.
Während die meisten seiner etwa 7000 ehemaligen Kommilitonen der GW nach dem japanischen Überfall auf Pearl Harbor vom 7. Dezember 1941 zum Kriegsdienst nach Übersee gingen, arbeitete Snyder mit dem renommierten amerikanischen Kryptoanalytiker William Friedman (1891–1969) zusammen in der amerikanischen Hauptstadt, um japanische Funksprüche zu brechen. Dies gelang sehr erfolgreich und kontinuierlich und trug zweifellos zum schnellen amerikanischen Sieg über Japan bei und schließlich der am 2. September 1945 erfolgten Kapitulation Japans. Nach Aussage der NSA hat diese Leistung „direkt dazu beigetragen, den Krieg um mindestens ein Jahr zu verkürzen“ (im Original: „is believed to have directly contributed to shortening the war by at least one year“).
Nach dem Krieg, nun Mitarbeiter der NSA, forschte er zum weiter verbesserten Einsatz von Computern auf verwandten Themengebieten. So war er wesentlich an der Beschaffung des Harvest-Computersystems für die Agency und dessen Einsatz beteiligt. Nach dreißig Jahren im Dienst der Kryptologie wechselte er anschließend zur Library of Congress und wirkte dort an der Etablierung eines maschinenlesbaren Katalogisierungssystems mit.
Für seine Verdienste bei der NSA wurde ihm der Meritorious Civilian Service Award verliehen und er wurde noch zu Lebzeiten in die Ehrenhalle der NSA aufgenommen.
Samuel Simon Snyder starb im Alter von 96 Jahren und hinterließ vier Kinder, neun Enkel und fünf Urenkel.

## Schriften (Auswahl)
- Department of Defense history – History of NSA General-Purpose Electronic Digital Computers. NSA, Fort George G. Meade 1964, PDF; 3,1 MB.